# Ertl (modelauto)
Ertl is een Amerikaanse producent van miniatuurauto's, voornamelijk bekend van het nabootsen van auto's uit films en televisieseries.
Te noemen vallen auto's uit:
- The A-Team
- Batman
- The Dukes of Hazzard
- The Blues Brothers

Ze maken auto's op schaal 1:64 en 1:18.
In 2000 werd het bedrijf overgenomen door Racing Champions.
Abrex ·
Action ·
Agat ·
AHC Models ·
Amalgam ·
AWM ·
Apek ·
Artitec ·
Aurometal ·
Autoart ·
B-A-C ·
Bandai ·
Barlux ·
Best box ·
Bburago ·
BGM ·
Biante ·
Blue Box ·
Brami ·
Brekina ·
Britains ·
Buby ·
Budgie ·
Bymo ·
Cararama ·
Carex ·
Carisma ·
Carson ·
Charbens ·
Champion ·
CM's ·
Compact Specials Europe ·
Conrad ·
Corgi ·
Darda ·
DeAgostini ·
De Backer ·
Diamond Label ·
Dinky Toys ·
Doorkey ·
Edocar ·
Efsi ·
Eko ·
Elekon ·
Eligor ·
Ellas ·
ERTL ·
Espewe ·
Estetyka ·
Exoto ·
Faller ·
Galgo ·
Gama ·
Gasquy ·
Gisima ·
GMP ·
Greenlight ·
Grell ·
Guiloy ·
Guisval ·
Hasegawa ·
Herpa ·
Highspeed ·
Holland Oto ·
Hongwell ·
Hot Wheels ·
Husky ·
Igra ·
Italeri ·
J.M.K. ·
Jada Toys ·
Joal ·
Johnny Lightning ·
Jouef ·
Joy city ·
Kaden ·
KEES ·
Kenner ·
Kentoys ·
Konami ·
KOVAP ·
Kyosho ·
LEGO ·
Lesney ·
Limocars ·
Lion Toys ·
Lledo ·
Lone Star ·
Maisto ·
Majorette ·
Märklin ·
Marx ·
Matchbox ·
Mebetoys ·
Mercury ·
Metchy ·
Miho ·
Miniauto ·
MiniChamps ·
Mira ·
Monogram ·
Monti System ·
Morestone ·
MotorMax ·
Muky ·
Neo Scale Models ·
New Ray ·
Norev ·
Norscot ·
Novoexport ·
NZG ·
Onyx ·
Oxford Diecast ·
Permot ·
Pilen ·
Pioneer ·
Plasticart ·
Playart ·
Pocher ·
Poliguri ·
Polistil ·
Politoys ·
Portegies ·
Premium Classixxs ·
Racing Champions ·
Radon ·
Rainbow Toys ·
R.A.M.I. ·
Realtoy ·
Real-X ·
Redbox ·
REI ·
Replicars ·
Retro 43 ·
Revell ·
Rietze ·
Rivarossi ·
Road Signature ·
Roco ·
Ros ·
RW Modell ·
Sablon ·
Safir ·
Schabak ·
Schuco ·
SEBA ·
Septoy ·
Shelby Collectables ·
SIKU ·
Směr ·
Solido ·
Spark ·
Speedy ·
Summer ·
Tamiya ·
Tantal ·
Tekno ·
Tematoys ·
Tin Toys ·
Tomica ·
Tonka ·
Tootsietoy ·
Tuf Tots ·
Universal Hobbies ·
Valvoline ·
Vemi ·
Welly ·
Wiking ·
Winner ·
Wörlein ·
WSI ·
X-concepts ·
Yatming ·
Yaxon ·
Yow Modellini ·
Zee toys ·
Zylmex